# Electric Youth
Electric Youth è il secondo album della cantautrice statunitense Debbie Gibson, pubblicato dall'etichetta discografica Atlantic nel 1989.
L'album, interamente composto dalla stessa interprete, che ne è anche produttrice con Fred Zarr, è disponibile su long playing, musicassetta e compact disc, versione che contiene due brani aggiuntivi, ovvero due "mix" dei brani 10 e 8, rispettivamente We Could Be Together e No More Rhyme.
Dal disco vengono tratti quattro singoli.

## Tracce

### Lato A
1. Who Loves Ya Baby?
2. Lost in Your Eyes
3. Love in Disguise
4. Helplessly in Love
5. Silence Speaks (a Thousand Words)
6. Should've Been the One

### Lato B
1. Electric Youth
2. No More Rhyme
3. Over the Wall
4. We Could Be Together
5. Shades of the Past